# Mue (voix)
Pour les articles homonymes, voir Mue.

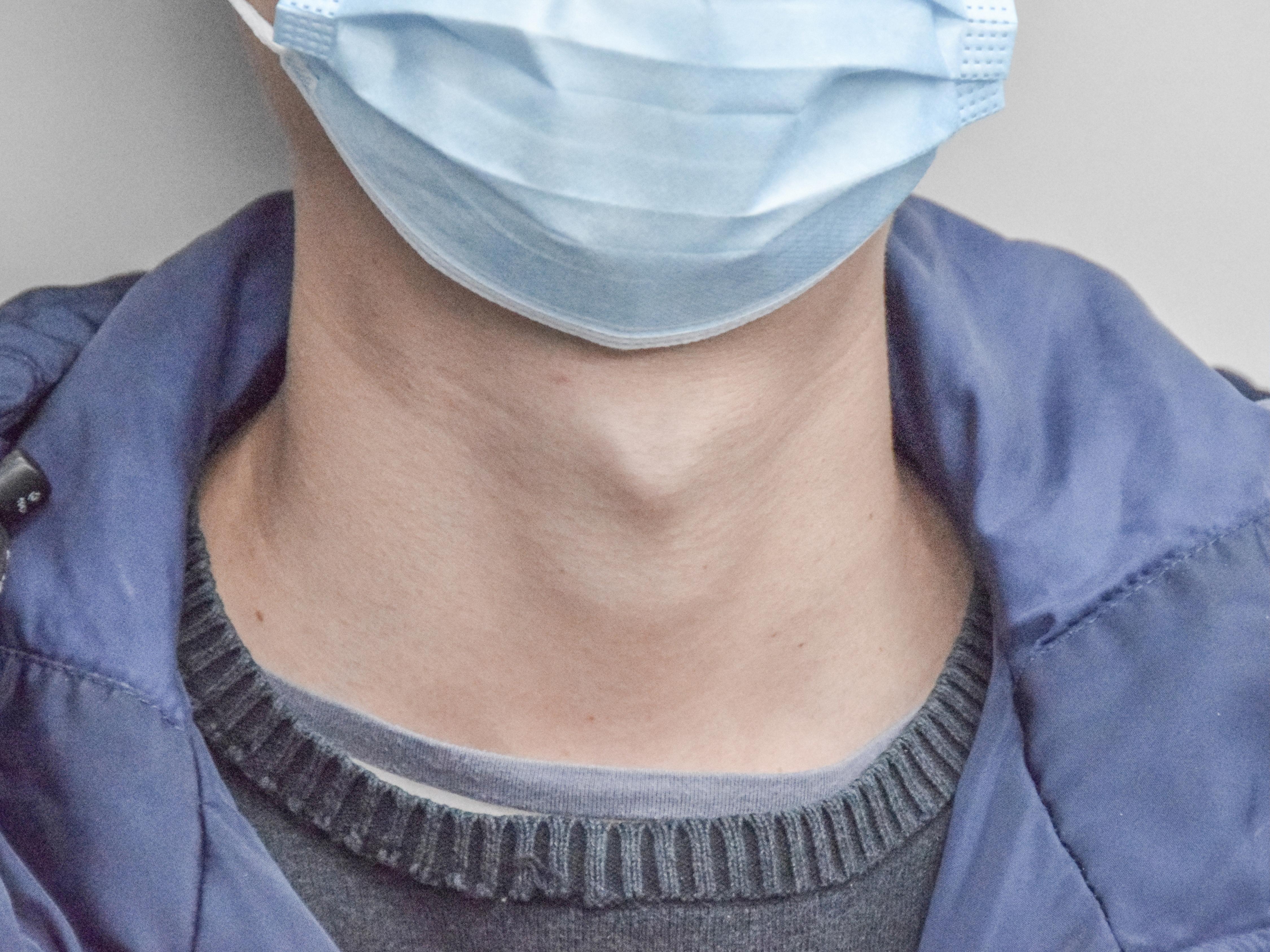
Pomme d'Adam.

La mue est un changement de la voix qui survient chez l'humain durant l'adolescence, à la puberté, et est particulièrement marquée chez les garçons, mais la mue se produit aussi chez les filles. La voix devient plus grave, après être passée par une période instable voire désagréable. La durée de la mue est variable. Généralement, la voix se stabilise au bout de six mois à un an, mais la mue complète de la voix dure beaucoup plus longtemps, jusque vers 18 ans pour une soprano et 28 ans pour une basse[réf. nécessaire].

## Causes
La mue est provoquée par une modification de l'épaisseur et de la longueur des plis vocaux et par un développement du larynx sous l'influence des hormones liées au passage à l'âge adulte. Les filles subissent également une mue, mais celle-ci est beaucoup moins marquée. La mue de l'appareil phonatoire est plus due aux hormones mâles de la testostérone qu'aux œstrogènes de sorte que le fondamental laryngé usuel de la voix parlée descend environ d'une tierce chez les filles contre en moyenne une octave chez les garçons. D'ailleurs les récepteurs pour ces deux hormones ne se situent pas aux mêmes endroits dans le larynx. 
Les cordes vocales ou plis vocaux mesurent entre 12 et 17 mm chez les femmes et entre 17 et 23 mm chez les hommes. Le larynx où siègent les cordes vocales s'agrandit aussi plus chez les garçons (de 60% environ contre 30%). De même la taille du conduit vocal et des résonateurs comme le pharynx est en général plus grande. L'appareil phonatoire devient donc plus volumineux. Il existe aussi une différence morphologique au niveau du cartilage thyroïde qui est le plus grand cartilage du larynx. L'angle du cartilage thyroïde en avant du cou est de 120° chez les femmes et les enfants alors qu'il est de 90° chez les hommes, d'où la pomme d'Adam plus visible.

## Conséquences pour le chant
La conséquence de la mue est un abaissement du son de la voix, plus important chez l'homme que chez la femme. La tessiture des hommes irait en moyenne du sol1 au la3 soit environ une octave plus bas que la voix des garçons avant la mue alors que celle des femmes irait du mi2 au fa4[réf. nécessaire]. Ainsi la différence de la fréquence fondamentale est d'une octave pour une note à l'unisson normal : par exemple, le mi médium pour les hommes est le mi2 tandis que pour les femmes et les enfants c'est le mi3. 
Deux mécanismes principaux permettent de produire de la voix : le mécanisme lourd, ou voix de poitrine, et le mécanisme léger, dit voix de tête. Le passage de l'un à l'autre ne se ferait pas à la même hauteur chez les hommes et chez les femmes. Les hommes peuvent conserver leur voix de poitrine jusqu'au mi3 environ, tandis que les femmes passent en voix de tête autour du sol3.
La structure des formants[Quoi ?] qui joue aussi sur le timbre de la voix n'est pas non plus la même, probablement à cause de la différence de longueur du conduit vocal. En effet, les formants vocaliques sont une amplification de certaines fréquences pour chaque voyelle grâce aux résonateurs[Quoi ?] et les valeurs de ces fréquences varient entre hommes et femmes. On met en évidence en général les deux premiers formants, notés F1 et F2, sur un triangle vocalique avec toutes les voyelles[réf. incomplète].

## Problèmes
Certaines maladies ou troubles hormonaux ou psychologiques survenant avant l'adolescence peuvent perturber la mue ou la retarder. Des cas de dysphonie peuvent aussi apparaître pendant la mue ou juste après, avec des difficultés à maîtriser sa nouvelle voix.
La castration avant la puberté empêche la mue mais pas le développement de la cage thoracique. Cette pratique existait du XVIe au XIXe siècle, surtout en Italie, pour former des castrats qui avaient en conséquence une voix particulière.